# Schlossberg (Werder)
Der Schlossberg, auch Schlosswall oder de Schlottbarg, beim Forsthaus Werder in der Stubnitz ist eine Wallburg auf der Halbinsel Jasmund im Nordosten der Insel Rügen.

## Lage und Beschreibung

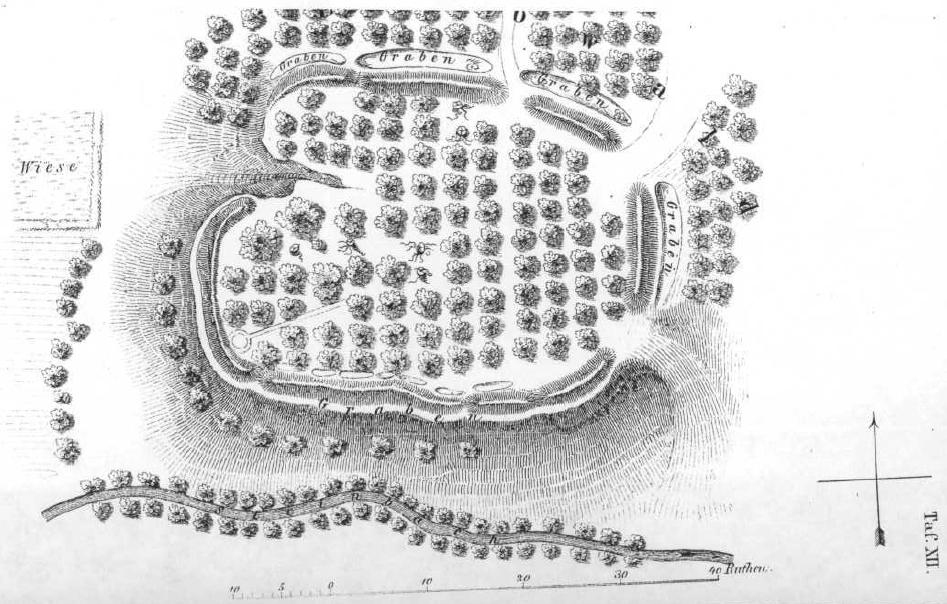
Schlosswall beim Forsthaus Werder, 1868

Das Areal befindet sich unweit des ehemaligen Forsthauses Werder circa 200 m in südlicher Richtung. Der Wall bildet ein längliches Viereck mit abgerundeten Ecken. Das Areal misst in der Länge etwa 180 × 100 Meter und hat eine Fläche von circa 1,8 Hektar. Die Höhe des Walls ist mit etwa 2 Metern im Vergleich zu anderen rügenschen Burgwällen wie Arkona oder Karenz bedeutend geringer. Im Norden und Nordosten wird der Wall durch drei Zugänge unterbrochen, die nach Rudolf Baier ursprünglich zu sein scheinen. Die durch die drei Öffnungen verringerte Funktionalität der militärischen Anlage spricht dieser Annahme jedoch entgegen. Anfang des 19. Jahrhunderts beschrieb der Historiker Johann Jacob Grümbke, dass eine dieser Öffnungen durch einen Steindamm bedeckt war und vermutet an dieser Stelle den Haupteingang oder das Tor. Um welche der drei Öffnungen es sich handelt, beschreibt er nicht näher. Die beiden westlichen Eingänge sind zwischen 2,50 Meter und 2,80 Meter breit, während das nach Nordosten gerichtete Tor eine Breite von circa 18 Meter aufweist. Im westlichen Drittel der nordöstlichen Wallöffnung ist eine schwache, circa 1 Meter hohe Erhebung wahrnehmbar, die auf eine Innengliederung der Toranlage zurückgehen könnte bzw. später zur Erweiterung des Torbereiches angelegt wurde. Es ist anzunehmen, dass es sich bei der nordöstlichen Öffnung um den ursprünglichen und einzigen Eingang handelt. Ein vierter Durchgang befindet sich im Südosten des Walls und führt in eine tiefe Schlucht, welche ein sicherer Schutz war und in welcher der Steinbach nach Saßnitz fließt. Im Nordwesten befindet sich eine weitere Öffnung. Baier vermutet, dass diese Öffnung in einen dort ehemals existierenden Sumpf führte. Im Norden und Osten der Anlage, wo das Terrain keinen natürlichen Schutz bietet, war dem Wall ein Graben vorgelagert, der im 19. Jahrhundert nur noch in einzelnen Spuren von Vertiefungen zu erkennen war. Im südöstlichen Wallabschnitt befinden sich flache Gruben, die als Entnahmestellen für das Wallmaterial gedient haben könnten. In den 1950er Jahren wurden durch Kiesabbau größere Bereiche im Süden des Walls zerstört. Am Rand der Kiesgrube wurde die abgeschobene Deckschicht wallartig abgelagert.

## Geschichte
Aufgrund spärlicher und unspezifischer Grabungsfunde in dem Areal konnte bisher keine genaue Datierung durchgeführt werden. Die Größe der Anlage und die Höhe des Walls weisen ein anderes Erscheinungsbild als die übrigen slawischen Burgwälle Rügens auf. Bei Grabungen 1868 konnten auf dem Areal des Burgwalles keine Überreste von Häusern nachgewiesen werden. Daher wurde nach einer aus heutigem Wissensstand eher unwahrscheinlich erscheinende Theorie die Funktion der Umwallung, auch durch die Nähe zur Herthaburg, als dänischer Lagerplatz angenommen. Nach Baier und Lisch könnte es sich demnach um den durch Saxo Grammaticus beschriebenen Lagerplatz handeln, in den sich das dänische Heer 1168 nach der Einnahme von Karenz zurückzog. Wiederholt wurden im Schlossberg jedoch Scherben slawischen Typus gefunden. Grümbke vermutet auf dem Areal ein ehemaliges Jagdschloss der ersten rügenschen Fürsten. Auch Boll meint in der Umwallung eine slawische Befestigung, wie die Ravensburg bei Neubrandenburg vom Typus der Feldberger Burganlage aus dem 8. Jahrhundert, zu erkennen. An zwei Eingangstoren werden durch ihn jeweils kleine Kegelgräber (Hügelgräber) im Wallgraben selbst genannt, was einen neueren Ursprung der Anlage jedoch nahezu unmöglich macht.

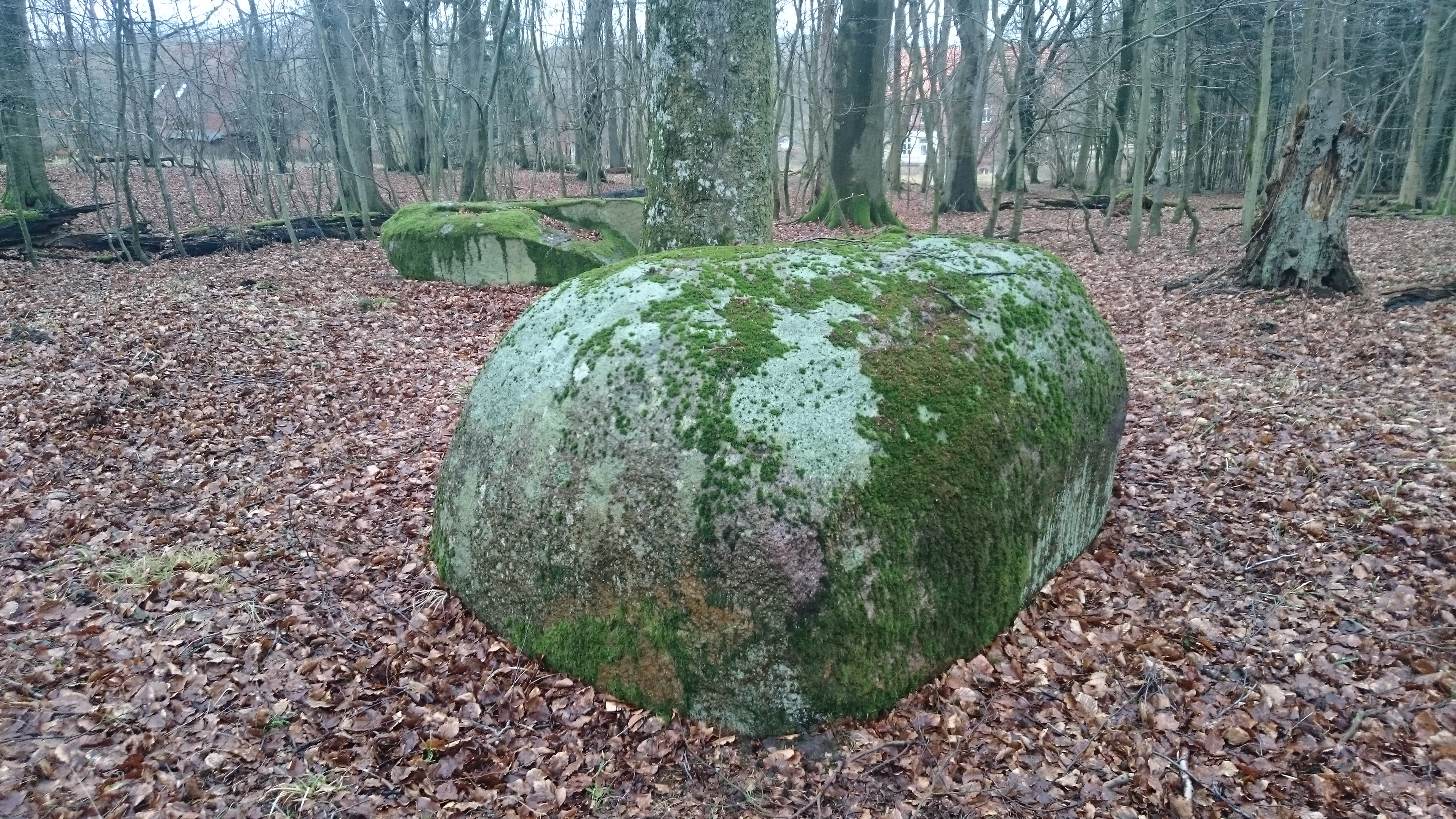
Ansicht der beiden Granitblöcke am Schlossberg beim Forsthaus Werder: im Vordergrund der Näpfchen/Schälchenstein, Blick nach Nordwesten Richtung Forsthaus Werder, 2015.

Als Ergebnis einer Grabung im Sommer 1939 quer durch den Wall wurde eine 4,5 Meter breite, flache Berme zwischen Wall und Graben entdeckt. Der circa 2 Meter breite Grabungsschnitt ist heute noch zwischen den beiden westlichen Öffnungen im Norden des Walles zu erkennen. Ähnlich dem Schlossberg bei Ralswiek befanden sich hinter dem Wall zudem Gruben mit neolithischen Scherben. Kunkel und Hackbarth betonen, dass die Wallanlage nachsteinzeitlicher Entstehung ist. Die Bauweise zeigt Übereinstimmungen zum Schlossberg bei Ralswiek. Aus Oberflächenfunden seit 1989 werden eine spätneolithische oder frühbronzezeitliche Feuersteinsichel, unbestimmbare vorgeschichtliche Keramik und eine Reibkugel gemeldet.
Auf Jasmund bestand im Neolithikum eine relativ hohe Siedlungsdichte, der sich eine bronzezeitliche Besiedlung ohne Siedlungslücken anschloss. Im Gebiet der Stubnitz, wie auch zwischen dem Schlossberg und dem Hengst, befinden sich zahlreiche Hügelgräber, von denen die bis 5 Meter großen mit ziemlicher Sicherheit in die Bronzezeit gehören. Die kleineren, flachen und immer in Gruppen vorkommenden werden eher in die slawische Besiedlungsphase dieses Raumes gehören. Hügelgräber der Bronzezeit liegen häufig vereinzelt oder in Gruppen auf Hochflächen oder Kuppen und waren in der offenen Landschaft der Epoche vermutlich weithin sichtbar. Die Verteilung der Hügelgräber lässt darauf schließen, dass ihre Lage zur Abgrenzung von Territorien, am Rand von Siedlungskammern oder als Wegmarken eine Rolle gespielt haben. Eines der in unmittelbarer Nähe zum Schlossberg gelegenen bronzezeitlichen Gräber wurde 1939 durch den Prähistoriker Carl Engel ausgegraben.

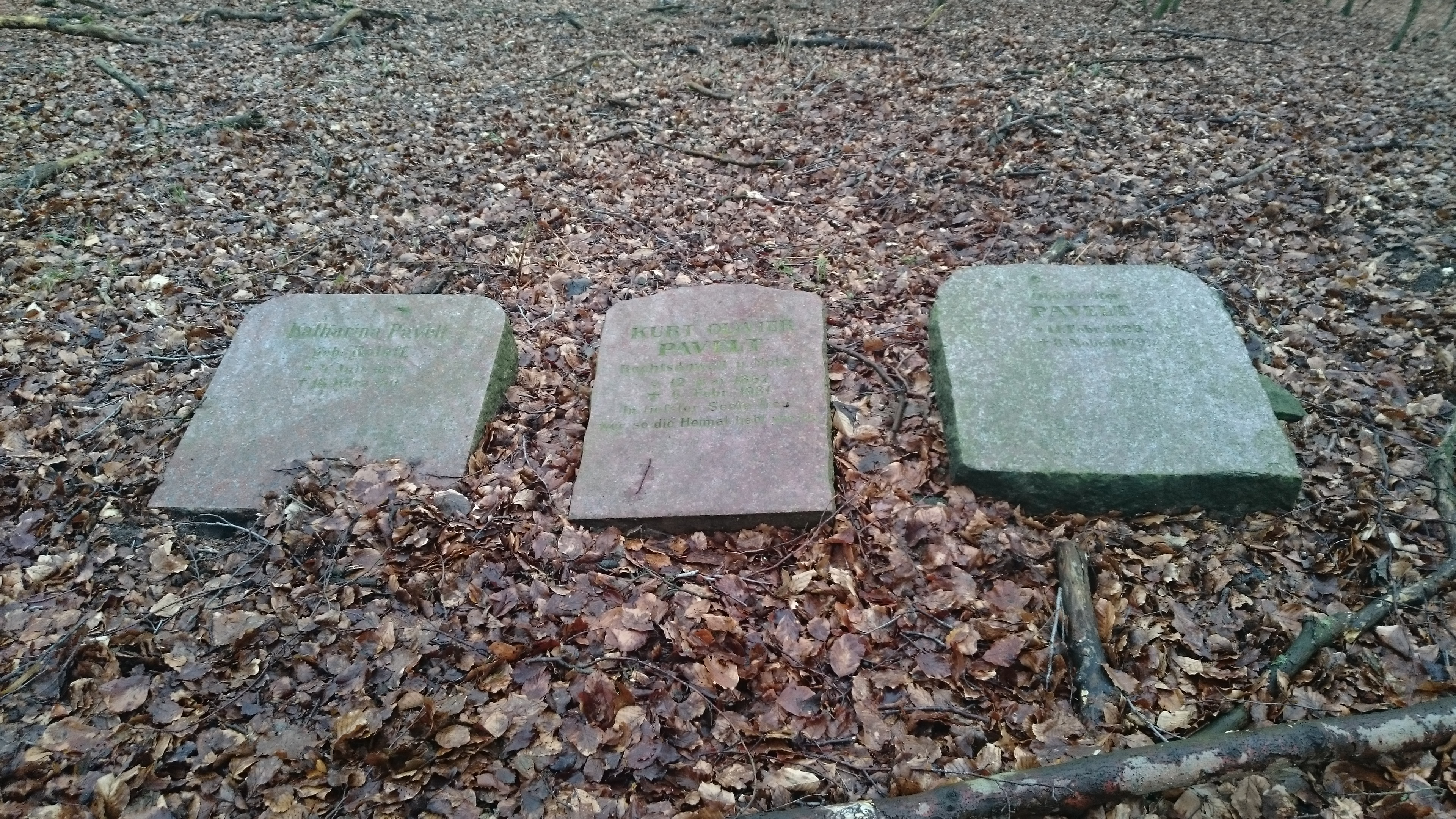
3 Grabsteine der Familie Pavelt nordöstlich der Wallanlage Schlossberg (Werder), 2015.

Nördlich des Schlossberges in circa 100 Meter Entfernung liegen zwei Granitblöcke, von denen einer ein Näpfchenstein ist. Steine mit napfartigen Vertiefungen finden sich seit der Steinzeit auf späterem germanischem Kulturgebiet und machen eine kultische Bedeutung wahrscheinlich. Beide Gegebenheiten der Hügelgräber und der Granitblöcke scheinen dafür zu sprechen, dass die Anlage schon in weitaus früherer Zeit für Kultuszwecke angelegt wurde und es sich wahrscheinlich um eine bronzezeitliche Fluchtburg handelt.
An strategisch gut geeigneten Positionen riegelten der Schlossberg (Werder) am Steinbach, wie auch der Hengst am Lenzer Bach, zwei Zugänge zur nordwestlich gelegenen Siedlungskammer, der 1,5 km² großen Hochfläche Colzow und Broiken ab. Beide Positionen können so einen Hinweis auf über die Ostsee kommende, seeseitige Gefahren jener Zeit geben. Ähnlich dem Schlosswall bei Ralswiek lässt sich zusammenfassend eine über Epochen wiederkehrende, starke Siedlungskonzentration im besagten Gebiet erkennen.
Nordöstlich des Schlossberges befinden sich drei Grabsteine (v. r. n. l.) des Oberförsters (des Forsthauses Werder) Pavelt, des Rechtsanwalts und Notars Kurt Oliver Pavelt und der Katharina Pavelt.

## Volkstümliche Überlieferung
Einer Sage nach soll sich auf dem Areal ein Schloss befunden haben, wonach der Wall den Namen „Schlossberg bei Werder“ führt. Einer weiteren Sage nach diente der Schlossberg einst Klaus Störtebeker als Aufenthaltsort. So war der Wall über einem Wasserlauf zur Piratenschlucht bei Sassnitz mit der Ostsee verbunden. Auf dem Wall waren am Rande zahlreiche Steine aufgehäuft, die im Falle eines feindlichen Angriffs herabgerollt wurden. Es waren wohl je zwei Steine durch eine Kette verbunden, und wenn sie dann herabgewälzt wurden, rissen sie alles mit sich fort, was von der Kette erfasst wurde. Man erzählt auch, dass die Burg oder das Schloss eines Tages samt Bewohnern in der Erde versunken sei. Manche Leute wollen auf dem Schlossberg zuweilen dumpfes Glockenklingen unter der Erde gehört haben.